# Sengol

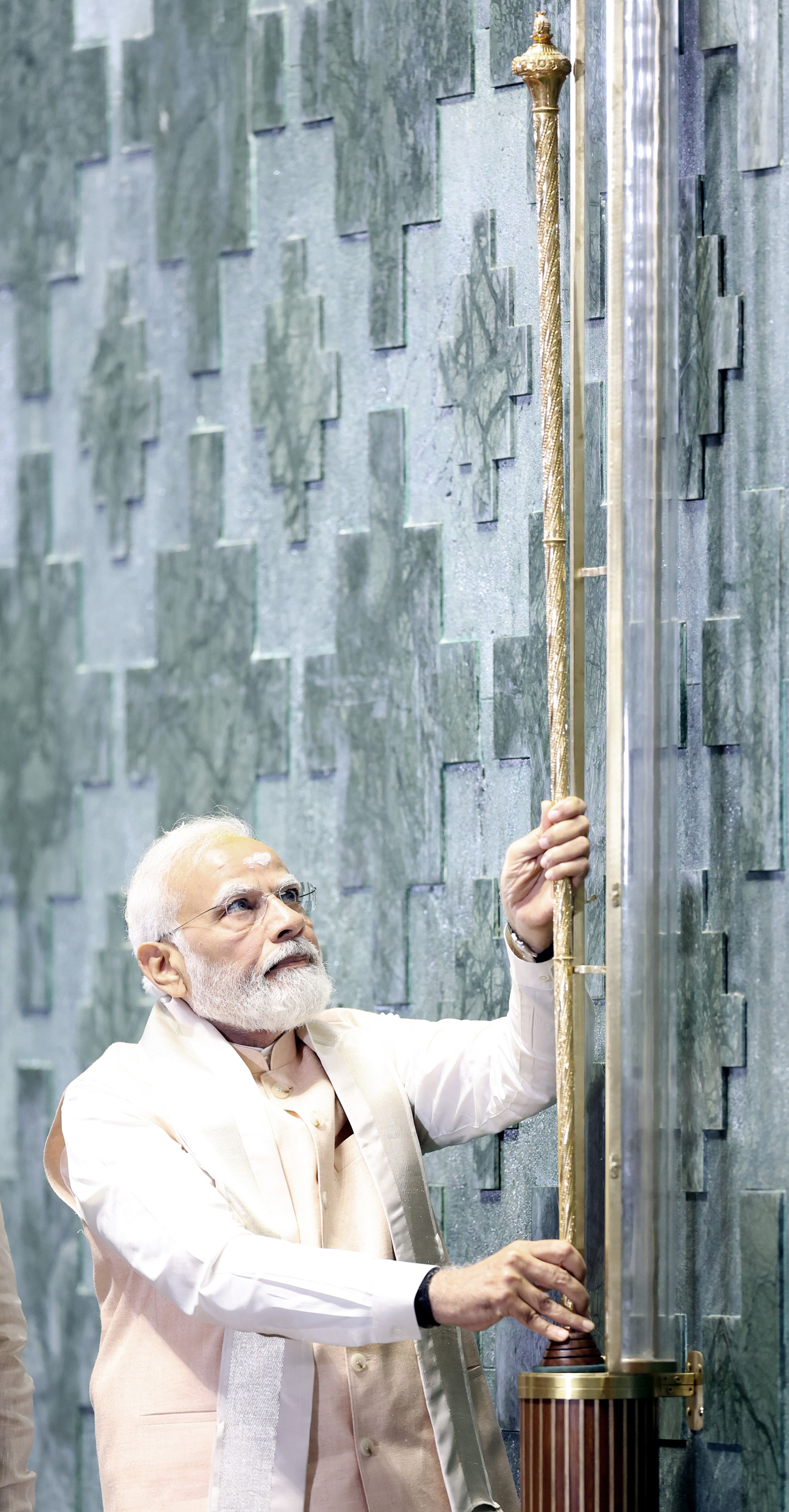
PM Modi instala 'Sengol' en el nuevo edificio del Parlamento en Nueva Delhi

Sengol ( IAST : ceṅkōl) es un cetro de plata chapado en oro, instalado en la Casa del Nuevo Parlamento de la India por el primer ministro Narendra Modi en 2023. Originalmente fue regalado a Jawaharlal Nehru, el primer primer ministro de la India en vísperas de la Independencia, el 14 de agosto de 1947, por una delegación de hombres santos del Hindú monasterio de Adheenam .En la tradición Tamil (pueblo), el 'Sengol' fue presentado al nuevo rey por los sumos sacerdotes y le recordó al rey que tiene que gobernar con justicia y equidad.

## Descripción
Se trata un cetro chapado en oro, de unos 5 pies (1,5 m) de longitud.  Tiene un Nandi tallado en la parte superior.
En vísperas de la independencia de la India de los británicos el 14 de agosto de 1947, como parte de una ceremonia religiosa clave, los emisarios de Thiruvaduthurai Adheenam Matha le entregaron a Nehru el Sengol.
En la inauguración de la nueva Casa del Parlamento, Modi instaló el Sengol cerca de la silla del Presidente de la Lok Sabha en el nuevo edificio del Parlamento. La instalación estuvo acompañada de oraciones hindúes . 

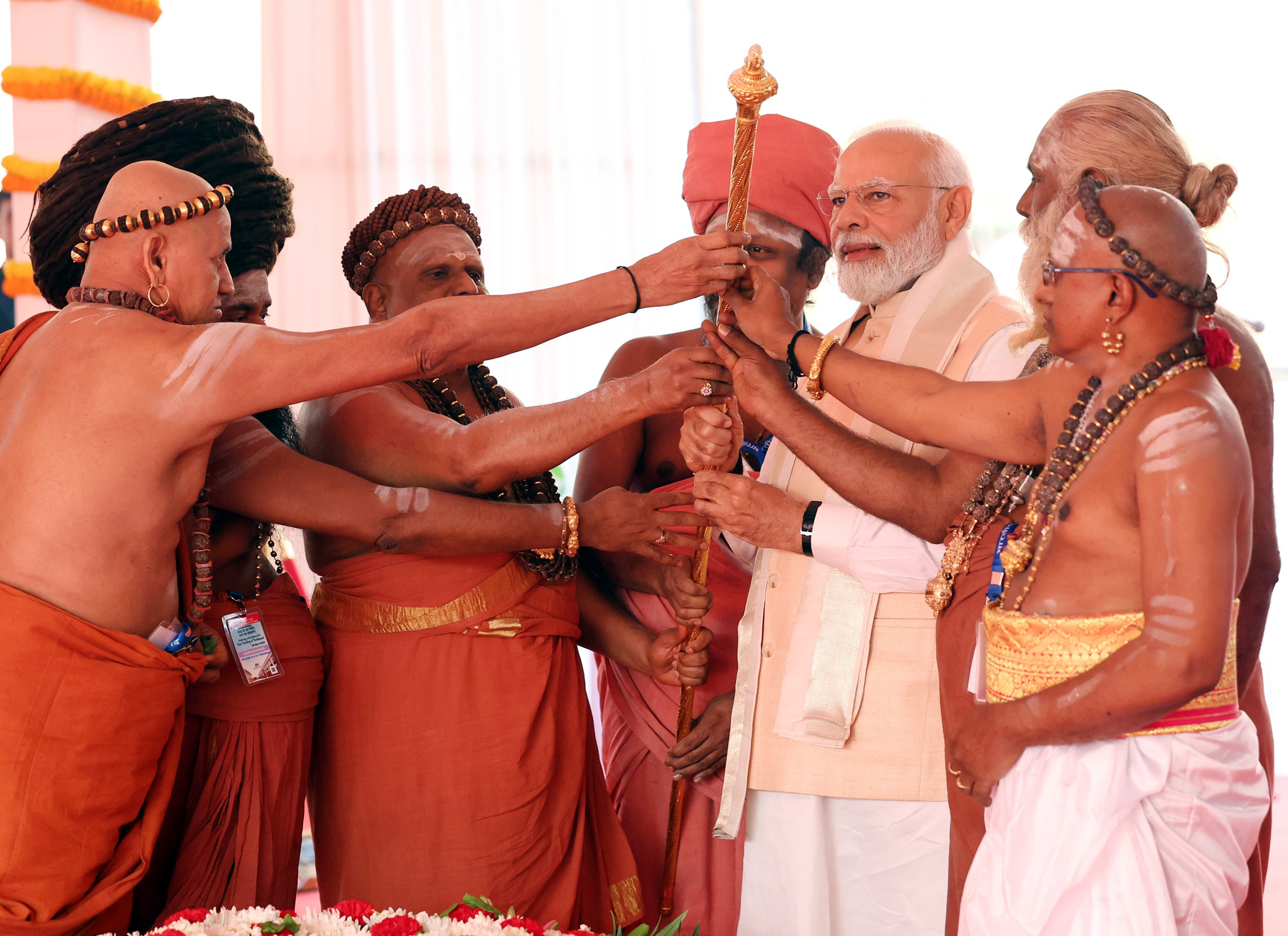
PM Modi recibiendo 'Sengol' de sacerdotes hindúes (Adheenam) en 2023

## Crítica
Algunos analistas políticos han señalado que Sengol es un símbolo del poder divino apropiado para una monarquía; eso no pertenece a un parlamento de una democracia.
Según The New York Times, durante la inauguración del nuevo Parlamento indio, este cetro emergió como un objeto clave que resume el significado del nuevo Parlamento: «deshacerse no solo de los restos del pasado colonial de la India, sino también de reemplazar cada vez más el poder secular y el Gobierno que le siguió».